# Monte San Valentín
Monte San Valentín, inaczej Monte San Clemente – szczyt w Andach, najwyższe wzniesienie w chilijskiej części Patagonii. Na górę można wejść od strony jeziora Leones czyli od południowego wschodu, lub od strony jeziora San Rafael, od zachodu. Podejście jest długie i niebezpieczne, ze względu na częste złe warunki pogodowe; wielokrotnie podczas prób zdobycia dochodziło do wypadków. Pierwszego polskiego wejścia dokonali 9 grudnia 1999 Tomasz Schramm i Andrzej Śmiały.
Szczyt znajduje się na terenie Parku Narodowego Laguna San Rafael.